# Usulután Oeste
Usulután Oeste es uno de los 44 municipios de El Salvador ubicado en la región suroeste del Departamento de Usulután, en El Salvador. Con una extensión de 747.43 km² y una población de 67.674 habitantes. El municipio se organiza en cuatro distritos: Jiquilisco, Puerto El Triunfo, San Agustín y San Francisco Javier.

## Historia
El municipio de Usulután Oeste está compuesto por los distritos de Jiquilisco, Puerto El Triunfo, San Agustín y San Francisco Javier, los cuales han sido históricamente importantes por su relación con la actividad agrícola, pesquera y comercial en la región sur del departamento de Usulután. La zona ha estado habitada desde tiempos prehispánicos, con presencia de comunidades lencas y posteriormente pipiles, quienes aprovecharon los recursos naturales de la zona costera y los manglares de la Bahía de Jiquilisco.
El distrito de Jiquilisco ha sido uno de los centros más importantes de la región debido a su proximidad con la bahía del mismo nombre, una de las zonas de manglares más extensas y ricas en biodiversidad de El Salvador. Desde la época colonial, Jiquilisco se consolidó como un punto clave para la agricultura y el comercio marítimo. En el siglo XX, la región experimentó un auge en la producción de caña de azúcar, algodón y coco, además del desarrollo de la pesca artesanal y camaronera. Actualmente, Jiquilisco es reconocido por su importancia ecológica y su rol en la conservación de ecosistemas costeros.
Puerto El Triunfo surgió a finales del siglo XIX como un puerto estratégico para la exportación de café y otros productos agrícolas provenientes del interior del país. En la primera mitad del siglo XX, el puerto se convirtió en un punto clave para la comercialización marítima en la zona oriental de El Salvador. Con el tiempo, la actividad portuaria disminuyó, pero la pesca y el turismo se convirtieron en fuentes económicas fundamentales. Actualmente, Puerto El Triunfo sigue siendo un centro pesquero de gran importancia y un acceso clave hacia la Bahía de Jiquilisco.
El distrito de San Agustín tiene una historia ligada a la agricultura y la ganadería. Fundado durante la época colonial como una comunidad agrícola, San Agustín se consolidó como un importante productor de granos básicos y café a lo largo del siglo XX. Su ubicación estratégica entre las montañas y las planicies costeras permitió el desarrollo de una economía diversificada que, hasta la fecha, sigue siendo el pilar de su crecimiento.
Por su parte, San Francisco Javier es un distrito que se desarrolló principalmente a partir de comunidades rurales dedicadas a la agricultura. Durante el siglo XX, experimentó un crecimiento poblacional ligado a la expansión de la producción agrícola en la región. Aunque es uno de los distritos menos poblados del municipio, San Francisco Javier ha mantenido su importancia como un punto de producción de maíz, frijol y caña de azúcar.
La creación del municipio de Usulután Oeste en 2023 permitió una mejor administración de estos distritos y una planificación más eficiente del desarrollo económico y ambiental de la región. Hoy en día, Usulután Oeste es una zona de importancia estratégica para la conservación de los manglares, la producción agrícola y la pesca, además de tener un gran potencial para el ecoturismo en la Bahía de Jiquilisco.